# Пондичерри (город)
Пондичерри или Пудуччери, ранее — Путтучче́ри, Пондише́ри (там. புதுச்சேரி, புதுவை или பாண்டிச்சேர; хинди पॉंडिचेरी; англ. Puducherry; фр. Pondichéry) — столица одноимённой союзной территории Индии. До 1954 года являлся столицей Французской Индии.

## География
Город расположен на уровне моря, поэтому для защиты от океанских волн в 1735 году была построена 2-километровая дамба, которая защищает город до сих пор.

## Демография
На 2011 год население города составляло 654 392 человек, 50 % мужчин и 50 % женщин. Уровень грамотности 76 % — выше, чем средний национальный уровень в 59,5 %; грамотность среди мужчин составляет 82 %, среди женщин 71 %. 10 % населения — дети до 6 лет. В муниципалитете города на 2011 год проживает 241 773 человек.
Большинство жителей разговаривают на тамильском языке, телугу или малаялам. Также в городе довольно распространён французский язык, так как Пондичерри длительное время являлся французской колонией.

Панорамный вид на город Пондичерри